# Campanianus (Heermeister)
Campanianus († vor Mai 591) war ein spätantiker bzw. frühmittelalterlicher römischer Heermeister (magister militum) in Italien.
Campanianus ist nur aus einem Brief Gregors des Großen, des Bischofs von Rom 590–604, vom Mai 591 bekannt. Daraus geht hervor, dass Campanianus, der als gloriosus magister militum („ruhmvoller Heermeister“) bezeichnet wird, nach seinem Tod die massa Varoniana, ein Landgut auf Sizilien, der Kirche vermachte. Dabei bestimmte er, dass seinem notarius (Schreiber) Johannes ein jährliches Einkommen daraus von 12 Solidi gezahlt werden solle. Gregor wies seinen Vertreter auf Sizilien, den Subdiakon Petrus, an, dieses Geld auszuzahlen.

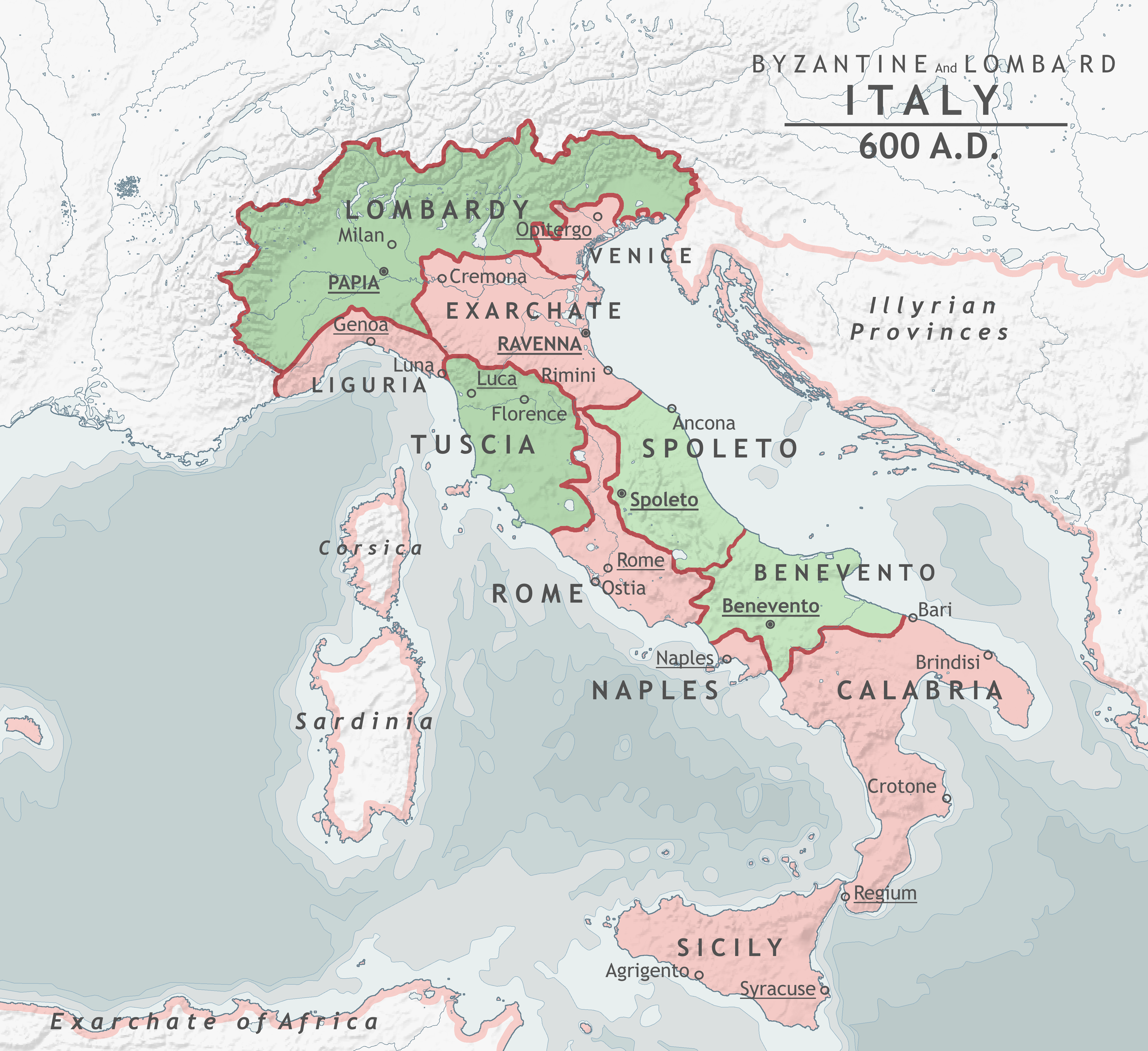
Italien um 600 unter langobardischer und oströmischer Herrschaft

Über welche Heeresverbände Campanianus verfügte und wo er eingesetzt war, ist schwer auszumachen. Ende des 6. Jahrhunderts gehörte Sizilien als Provinz Sicilia zum Oströmischen Reich unter Kaiser Maurikios. Das vormals römische Festlanditalien war bereits teilweise in der Hand der Langobarden (Langobardenreich unter Authari († 590) bzw. Agilulf). Nur die Gebiete des Exarchats von Ravenna unter dem Exarchen Romanus verblieben bei Ostrom. Jedenfalls hatte das Amt des magister militum im Italien Ende des 6. Jahrhunderts keineswegs mehr die exklusive Bedeutung eines Oberbefehlshabers der römischen Armee, die es in der „klassischen“ Spätantike gehabt hatte (siehe Magister militum). Mittlerweile wurde es weitgehend synonym mit dux verwendet und bezeichnete eher lokale Befehlshaber einer Truppe, die in ihrem Befehlsbereich als eine Art Militärgouverneure auch administrative Aufgaben übernahmen. T. S. Brown zählt für die Zeit Gregors des Großen (590–604) 28 überlieferte magistri militum, unter denen nur die Hälfte wie Campanianus römische Namen trugen, während die andere Hälfte, die sich teilweise aus langobardischen Heerführern rekrutierte, germanische Namen trug.
Angesichts der mangelnden Quellenlage lässt sich treffend über Campanianus spekulieren. So glaubt T. S. Brown, er habe einen senatorischen Hintergrund gehabt. Ralf Scharf vermutet aufgrund des seltenen Cognomens Campanianus, der Heermeister könnte ein entfernter Verwandter von Iulius Felix Campanianus sein, der im Jahr 467 Stadtpräfekt Roms war.